# 7142 Spinoza
7142 Spinoza eller 1994 PC19 är en asteroid i huvudbältet som upptäcktes den 12 augusti 1994 av den belgiske astronomen Eric W. Elst vid La Silla-observatoriet. Den är uppkallad efter den nederländske filosofen Baruch Spinoza.
Asteroiden har en diameter på ungefär 20 kilometer och den tillhör asteroidgruppen Themis.